# Dacia Duster
Duster je jedan od modela rumunjske tvrtke Dacie. Jedan je od najpopularnijih modela u Istočnoj Europi. Spada u nižu SUV kompaktnu klasu. Iako se u gotovo svim državama prodaje kao Dacia Duster, u Rusiji, Ukrajini i Bjelorusiji se poznaje kao Renault Duster (s obzirom da Daciu vodi Renault). Prodano ih je milijunima zbog njeznog dizajna, kvalitete, i trajnosti.    
Prva generacija je predstavljena 2010. i dobro je prihvaćena na tržištu. Prodavala se do 2017.  
Druga generacija je predstavljena 2018. i prodavala se kratko, do 2021. Zatim je 2022. predstavljena treća generacija koja je izgledala skoro isto kao druga- razlika je jedino što su led svjetla dobila strelice, a stražnja je isto dobila led svjetla (osim stop svjetla, žmigavca, maglenke i svjetla za rikverc).    
U 2023. godini je tvrtka promijenila logo pa su svi modeli (uključujući Duster) samo zamijenili logove i ništa drugo nije promijenjeno.    
Motori (većina su iz Renalutove tvrtke) koji su bili prodavani u svim generacijama su:   
Benzinski (većina benzinskih motora su kupljene uz plinske instalacije)   
1.0 TCe (100 KS) (prva generacija)   
1.2 TCe (130 KS) (u drugoj i trećoj generaciji)   
1.6 MPi 16V (? KS) (također u prvoj generaciji)   
Dizelski   
1.5 dCi (110-115 KS) (prva je imala 110 KS, a ostale 115 KS)
Imala je puno kompleta opreme (Essential je najosnovnija koja nije imala klimu), a najnovija je Extreme (koja se predstavila u Joggeru, najnovijem Dacijinom modelu).